# Atomisme lògic

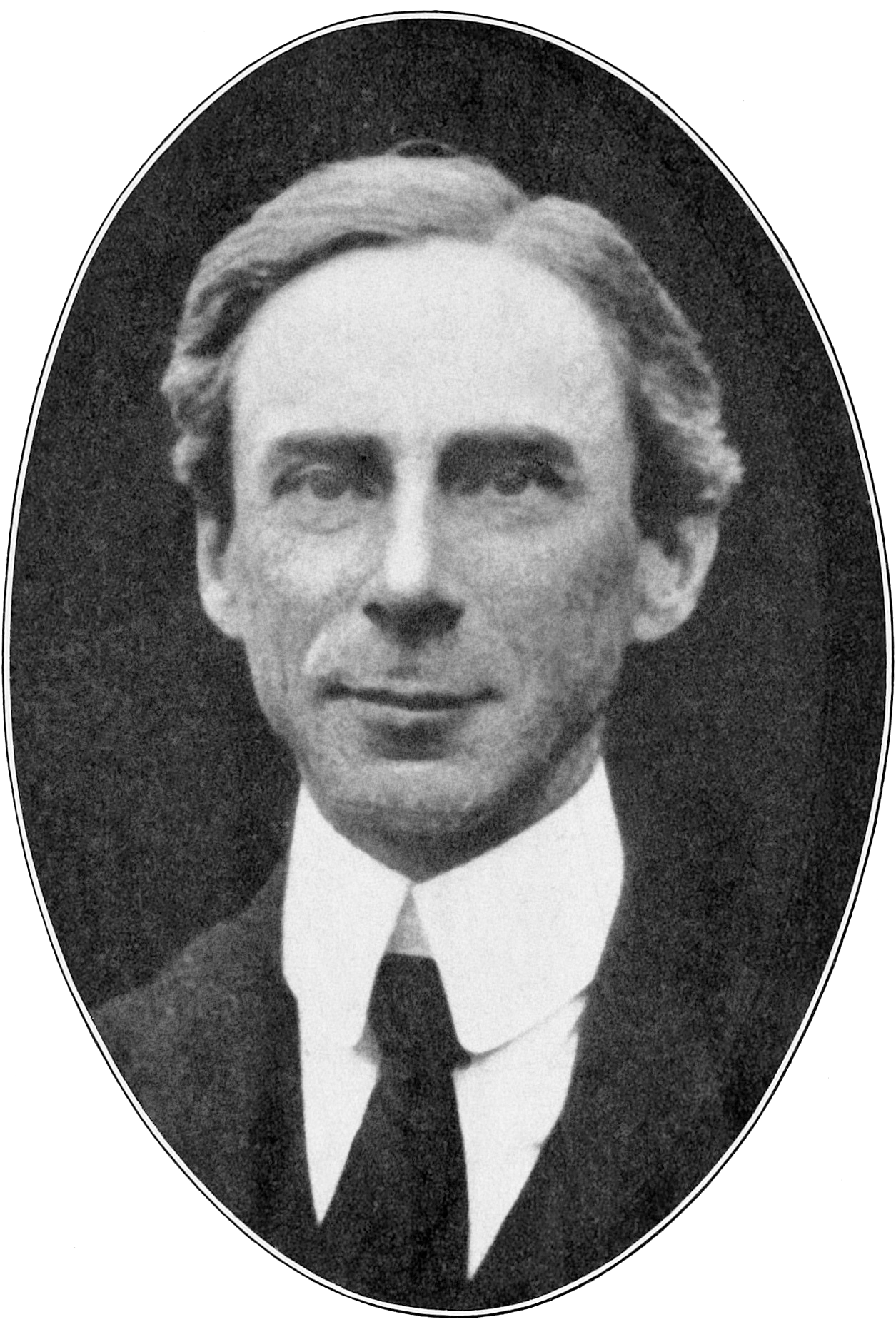
Bertrand Russell un dels principals exponents de l'atomisme lògic.

L'atomisme lògic és una creença filosòfica que es va originar a començaments del segle XX amb el desenvolupament de la filosofia analítica. Els seus principals exponents van ser el filòsof britànic Bertrand Russell, els primers treballs del seu col·lega d'origen austríac Ludwig Wittgenstein i el seu homòleg alemán Rudolf Carnap.
La teoria sosté que el món consisteix en «fets» lògics finals (o «àtoms») que no poden desglossar-se més. Wittgenstein va proposar aquesta actitud originàriament e] la seva obra Tractatus logico-philosophicus, que més tard la va rebutjar en els seus posteriors Investigacions filosòfiques (seccions 46-49, 91 i secció 81).
El nom d'aquest tipus de teoria va ser donat el 1918 per Russell en resposta al que ell va nomenar «holisme lògic», és a dir, la creença que el món opera de tal manera que cap part pot conèixer-se sense que primer es conegui el tot. Aquesta creença és comunament nomenada monisme i en particular, Russell i George Edward Moore, estaven reaccionant a l'idealisme absolut dominant aleshores a Gran Bretanya i exemplificat als treballs de Francis Herbert Bradley i J. M. E. McTaggart.

## Origen
El terme va ser encunyat per primera vegada en un assaig de Russell de 1911 titulat The Basis of Realism. Tanmateix, es va fer àmpliament conegut només quan Russell va donar una sèrie de conferències el 1918 titulades «The Philosophy of Logical Atomism». Russell estava molt influït per Ludwig Wittgenstein, com reconeix explícitament en una nota introductòria.
Russell i Moore es van alliberar de l'idealisme britànic que, durant quasi 90 anys, havia dominat la filosofia britànica. Russell més tard recordaria en My Mental Development, que «amb la sensació d'escapar de la presó, ens vàrem permetre pensar que l'herba és verda, que el sol i els estels existirien si ningú no els conegués».

## Principis
Russell es va referir a la seva doctrina atomística com contrària al nivell «de les persones que més o menys segueixena Hegel» (PLA 178).
El primer principi de l'atomisme lògic és que el món conté «fets». Els fets són estructures complexes que consisteixen en objectes («particulars»). Això ho defineix com «relacions d'objectes en termes de fets atòmics» (PLA 199) és un fet, ja sigui d'un objecte amb una propietat simple o de diferents objectes, més fàcilment en relació entre si. A més a més, hi ha judicis («creences») que estan en relació amb els fets, i aquesta relació és veritable o falsa.
Segons aquesta teoria, àdhuc els objectes ordinaris de la vida quotidiana «són entitats aparentment complexes». Segons Russell, paraules com "això" s'usen per denotar detalls. Al contrari, els noms comuns com «Sòcrates» de fet són descripcions definitives. A l'anàlisi de «Plató parla amb els seus alumnes», «Plató» ha de ser reemplaçada per, alguna cosa així, com «l'home que va ser mestre d'Aristòtil".
Al 1905, Russell ja havia criticat a Alexius Meinong, les teories del qual van portar la paradoxa de l'existència simultània i la inexistència d'objectes ficticis. Aquesta teoria de descripcions va ser crucial per a l'atomisme lògic, ja que Russell creia que el llenguatge reflectia la realitat.

### Principis de Russell
La teoria de l'atomisme lògic de Bertrand Russell consisteix en tres parts] d'interfuncionament: la proposició atòmica, el fet atòmic i el complex atòmic. Una proposició atòmica, també coneguda com a judici elemental, és una declaració fonamental que descriu una única entitat. Russell es refereix a aquesta entitat com un fet atòmic, i reconeix una gamma d'elements dintre de cada fet a qui es refereix com particulars i universals. Un particular denota un significant tal com un nom, molts dels quals poden aplicar-se a un únic fet atòmic, mentre que un universal atorga qualitat a aquests detalls, per exemple, color, forma, actitud. A la seva obra Theory of Acquaintance, la consciència d'aquests detalls universals prové de les dades sensorials. Cada sistema consisteix en moltes proposicions atòmiques i els seus corresponents fets atòmics, coneguts junts com un complex atòmic. Respecte de la nomenclatura que Russell va usar per a la seva teoria, aquests complexos també es coneixen com a fets moleculars perquè posseeixen molts àtoms. En lloc de descodificar el complex de dalt cap avall, l'atomisme lògic analitza les seves proposicions individualment abans de considerar el seu efecte col·lectiu. Segons Russell, el complex atòmic és un producte del pensament humà i la ideació que s'adiu els diversos fets atòmics d'una manera lògica.
La perspectiva de Russell sobre la creença va demostrar ser un punt de discòrdia entre ell i Wittgenstein, causant que canviés al llarg de la seva carrera. A l'atomisme lògic, la creença és un complex que posseeix proposicions veritables i no veritables. Inicialment, Russell va traçar la creença com la relació especial entre un subjecte i una proposició complexa. Més tard, va modificar això per dir que la creença manca d'una proposició, i en el seu lloc s'associa directament amb universals i particulars. Aquí, el vincle entre l'experiència psicològica -dades sensorials- i els components de l'atomisme lògic -universals i particulars- causa una ruptura en la lògica típica de la teoria; l'atomisme lògic de Russell es defineix en alguns aspectes per l'encreuament de la metafísica i la filosofia analítica, que caracteritza el camp de l'epistemologia naturalitzada.
A la seva teoria de l'atomisme lògic, Russell va postular la molt controvertida idea que per cada fet positiu existeix un fet paral·lel negatiu: un fet que no és veritable. La teoria de la correspondència sosté que cada proposició atòmica es coordina amb exactament un fet atòmic, i que tots els fets atòmics existeixen. La teoria del coneixement diu que per qualsevol enunciat, ja que prengui la forma d'una proposició atòmica, hem d'estar familiaritzats amb l'afirmació que fa.
Per exemple, a l'afirmació positiva, «la fulla és verda», hem d'estar familiaritzats amb el fet atòmic que la fulla és verda, i sabem que aquesta afirmació correspon exactament a aquest fet. En aquesta mateixa línia, l'afirmació negativa complementària, «la fulla no és verda», és clarament falsa donat el que sabem sobre el color de la fulla, però la nostra capacitat per formar una afirmació d'aquesta naturalesa significa que ha d'existir un fet corresponent. Independentment de si la segona afirmació és o no és certa, la connexió entre la seva proposició i un fet ha d'ésser veritable. Una doctrina central de l'atomisme lògic, coneguda com el Principi del Llenguatge Lògicament Perfecte, permet aquesta conclusió. Aquest principi estableix que tot existeix com una proposició atòmica i un fet, i que tot llenguatge significa realitat. En el punt de vista de Russell, això requereix el fet negatiu, mentre que Wittgenstein va mantenir el més convencional principi de la lògica binària, en el qual els estats «P» i «No (P)» no poden coexistir.

### Principis de Wittgenstein
En el seu Tractatus Lògic-Philosophicus, Ludwig Wittgenstein explica la seva versió de l'atomisme lògic com ara la relació entre proposició, estat de les coses, objecte i complex, sovint referida com «teoria de la imatge». En vista de la versió de Russell, les proposicions són congruents en què ambdues són afirmacions no convencionals sobre una entitat atòmica. Cada proposició atòmica es construeix a partir de «noms» que corresponen a «objectes», i la interacció d'aquests objectes genera «estats de les coses», que són anàlegs pel que Russell va anomenar fets atòmics. A on Russell identifica tant els particulars com els universals, Wittgenstein els fusiona en objectes per tal de protegir la veritat-independència de les seves proposicions; un estat de les coses autònom defineix cada proposició, i la veritat d'una proposició no pot ser provada compartint o excloent objectes entre proposicions. Al treball de Russell, el seu concepte d'universals i particularitats nega la independència de la veritat, ja que cada universal informa d'un conjunt específic de detalls, i l'aparellament exacte de dos conjunts implica igualtat, la diferència implica desigualtat i aquest acte qualifica la veritat. A la teoria de Wittgenstein, un complex atòmic és una proposició estratificada que inclou moltes proposicions atòmiques, cadascuna representant el seu propi estat de les coses.
El manejament de la creença de Wittgenstein va ser desdenyós, i reflecteix la seva abstenció de l'epistemologia que preocupava a Russell. Perquè la seva teoria tracta de comprendre la naturalesa de la realitat i perquè qualsevol element o procés de la ment que exclou fets positius, és a dir, alguna cosa absoluta i sense interpretació, pot alterar-se i divorciar-se de la realitat, la creença existeix com un signe de realitat però no de realitat en si mateix. Wittgenstein era decididament escèptic respecte de l'epistemologia, que tendeix a valorar les idees metafísiques unificadores alhora que menysprea la inspecció metodològica i de casos de la filosofia que domina el seu Tractatus Lògic-Philosophicus. A més a més, Wittgenstein es va ocupar de definir la correspondència exacta entre el llenguatge i la realitat en què qualsevol explicació de la realitat que desafiï o sobrecarregui aquestes estructures semàntiques, a saber, la metafísica, es desballesta. L'obra de Wittgenstein té els determinants filosòfics exactes que amonesta obertament, d'aquí el seu abandonament posterior d'aquesta teoria per complet.

### Diferències entre l'atomisme de Russell i Wittgenstein
En el moment en què Russell va pronunciar les seves conferències sobre l'atomisme lògic, havia perdut el contacte amb Wittgenstein. Després de la Primera Guerra Mundial, Russell es va trobar novament amb Wittgenstein i el va ajudar a publicar el Tractatus logico-philosophicus, la pròpia versió de Wittgenstein de l'atomisme lògic.
Encara que Wittgenstein no va usar l'expressió atomisme lògic, el llibre defensa la major part de l'atomisme lògic de Russell, excepte la Teoria del coneixement de Russell (T 5.4 i 5.5541). Al 1918 Russell s'havia allunyat d'aquesta posició. Tanmateix, el Tractatus diferia tan fonamentalment de la filosofia de Russell que Wittgenstein sempre va creure que Russell va interpretar malament el treball.
Les diferències es relacionen amb molts detalls, però la diferència crucial està en una comprensió fonamentalment diferent de la tasca de la filosofia. Wittgenstein creia que la feina de la filosofia era netejar les errades lingüístiques. Russell finalment es va preocupar per establir bases epistemològiques sòlides. Les preguntes epistemològiques com la forma en què el coneixement pràctic és possible no li van interessar a Wittgenstein. Wittgenstein va investigar els «límits del món» i després el significat. Per Wittgenstein, la metafísica i l'ètica mancaven de sentit, encara que no pretenia devaluar la seva importància en la vida descrivint-les així. Russell, d'altra banda, creia que aquests temes, particularment l'ètica, encara que no pertanyien a la filosofia ni a la ciència i posseïen un fonament epistemològic inferior, eren d'un cert interès.

## Influència i declivi
L'efecte immediat del Tractatus logico-philosophicus va ser enorme, particularment per la recepció que va rebre del Cercle de Viena. Tanmateix, ara molts filòsofs analítics contemporanis afirmen que el Cercle de Viena no va entendre unes certes seccions del Tractatus. L'efecte indirecte del mètode, va ser potser fins i tot més llarg a llarg termini, especialment al Neopositivisme. A l'igual de Russell, Wittgenstein finalment va rebutjar l'atomisme lògic. Aquest rebuig va culminar en el llibre publicat pòstumament, Investigacions filosòfiques.